# 1892年4月26日日食
1892年4月26日日食为一次在协调世界时1892年4月26日出現的日全食。該次日食食分為1.0591，食甚維持4分19秒。

## 概述
這次日食的食分是1.0591，全食維持4分19秒。

## 基本參數
- 類型：日全食
- 食甚資料：
  - 日期：1892年4月26日
  - 時間：21時55分20秒
  - 地點：43S 119W
  - 食分：1.0591
  - 日全食持續時間：4分19秒

## 外部連結
- NASA日食專頁（页面存档备份，存于）（英文）